# Aleksandr Golubtsov
Aleksandr Andreyevich Golubtsov (tiếng Nga: Александр Андреевич Голубцов; sinh ngày 11 tháng 9 năm 1998) là một cầu thủ bóng đá người Nga thi đấu cho FC Ural-2 Yekaterinburg.

## Sự nghiệp câu lạc bộ
Anh có màn ra mắt tại Giải bóng đá chuyên nghiệp quốc gia Nga cho FC Ural-2 Yekaterinburg vào ngày 16 tháng 4 năm 2018 trong trận đấu với F.K. Zenit-Izhevsk.